# Manuel Preciado Rebolledo
Manuel Preciado Rebolledo, més conegut com a Manolo Preciado (El Astillero, Cantàbria, 28 d'agost de 1957 - El Mareny de Barraquetes, Sueca, Ribera Baixa, 7 de juny de 2012), fou un futbolista i entrenador càntabre. L'últim club que va entrenar va ser el Vila-real CF, pel qual va fitxar un dia abans de la seua mort.

## Trajectòria
Es va formar com a futbolista a les categories inferiors del Racing de Santander, debutant amb el primer equip a la temporada 1977-78 contra la UD Salamanca.
Amb el club càntabre va patir un descens a segona divisió, aconseguint l'ascens abans de fitxar pel Linares CF. Dues temporades després va jugar breument al RCD Mallorca, Deportivo Alavés i el CD Ourense, finalitzant la seva carrera com a futbolista a la Gimnástica de Torrelavega que després també va entrenar.
A la temporada 2002-03 va dirigir el Racing de Santander i posteriorment el Llevant UE, amb el qual assolí l'ascens a Primera divisió.
Després d'entrenar el Real Múrcia durant una temporada i el Racing un altre cop, sense arribar a estar-hi una campanya sencera, va ser contractat pel Sporting de Gijón.
La temporada 2007/08 va rebre el Trofeu Miguel Muñoz al millor entrenador de la Segona Divisió, per la seva excel·lent campanya amb l'Sporting de Gijón.
El 2 d'abril de 2011, l'Sporting de Gijón dirigit per Manolo Preciado, va aconseguir vèncer a l'Estadi Santiago Bernabéu i així es convertia en el primer equip que ho feia aquella temporada i també era la primera vegada que José Mourinho perdia com a entrenador local des de l'any 2002. Ambdós entrenadors havien mantingut una agra polèmica la setmana anterior al partit de la primera volta.
Va ser acomiadat del club asturià el 31 de gener de 2012 després dels mals resultats a la lliga.
Morí el 7 de juny de 2012 a sa casa al Mareny de Barraquetes, als 54 anys, per causa d'un infart. Es trobava allà doncs acabava de fitxar com a entrenador pel Vila-real CF de Segona Divisió.